# Liste der Einträge im National Register of Historic Places im Caldwell County (Kentucky)

Lage des Caldwell County in Kentucky

Die Liste der Einträge im National Register of Historic Places im Caldwell County in Kentucky führt die Bauwerke und historischen Stätten im Caldwell County auf, die in das National Register of Historic Places aufgenommen wurden.
| [ 2 ] | Name                                     | Bild                                     | Eintragsdatum        | Lage | Ort       | Beschreibung |
| ----- | ---------------------------------------- | ---------------------------------------- | -------------------- | --- | --------- | ------------ |
| 1     | Adsmore                                  | Adsmore                                  | 1973 ID-Nr. 73000793 | 304 North Jefferson Street 37° 6′ 37″ N, 87° 52′ 49″ W                                                          | Princeton |              |
| 2     | Champion-Shepherdson House               | Champion-Shepherdson House               | 1978 ID-Nr. 78003411 | 115 East Main Street 37° 6′ 31″ N, 87° 52′ 52″ W                                                                | Princeton |              |
| 3     | Confederate Soldier Monument in Caldwell | Confederate Soldier Monument in Caldwell | 1997 ID-Nr. 97000712 | Kreuzung der KY 91 mit der North Jefferson Street 37° 6′ 30″ N, 87° 52′ 52″ W                                   | Princeton |              |
| 4     | Fredonia Cumberland Presbyterian Church  | Fredonia Cumberland Presbyterian Church  | 1985 ID-Nr. 85001746 | U.S. Highway 641 37° 12′ 36″ N, 88° 3′ 30″ W                                                                    | Fredonia  |              |
| 5     | Halleck’s Chapel and Halleck’s School    | Halleck’s Chapel and Halleck’s School    | 2001 ID-Nr. 01000802 | Etwa 800 m nördlich der Kreuzung der KY 91 mit der Caldwell Chapel Road 37° 4′ 26″ N, 87° 57′ 43″ W             | Princeton |              |
| 6     | Knott House                              | Knott House                              | 1999 ID-Nr. 97001238 | 302 Nichols Street 37° 6′ 6″ N, 87° 52′ 39″ W                                                                   | Princeton |              |
| 7     | L.B. Overby House                        | L.B. Overby House                        | 1990 ID-Nr. 90000476 | 317 South Jefferson Street 37° 6′ 19″ N, 87° 53′ 2″ W                                                           | Princeton |              |
| 8     | William S. Powell House                  | William S. Powell House                  | 1995 ID-Nr. 95000641 | 501 Washington Street 37° 6′ 34″ N, 87° 53′ 16″ W                                                               | Princeton |              |
| 9     | Princeton Downtown Commercial District   | Princeton Downtown Commercial District   | 1988 ID-Nr. 88001017 | Abgegrenzt durch Main Street, East Court Square Street und West Court Square Street 37° 6′ 31″ N, 87° 52′ 56″ W | Princeton |              |

## Frühere Einträge
| [ 2 ] | Name                 | Bild | Eintragsdatum        | Lage                                             | Ort       | Beschreibung |
| ----- | -------------------- | ---- | -------------------- | ------------------------------------------------ | --------- | ------------ |
| 1     | Flournoy-Henry House |      | 1976 ID-Nr. 76000854 | 221 East Main Street 37° 6′ 37″ N, 87° 52′ 49″ W | Princeton |              |